# Stadtmuseum Löbau

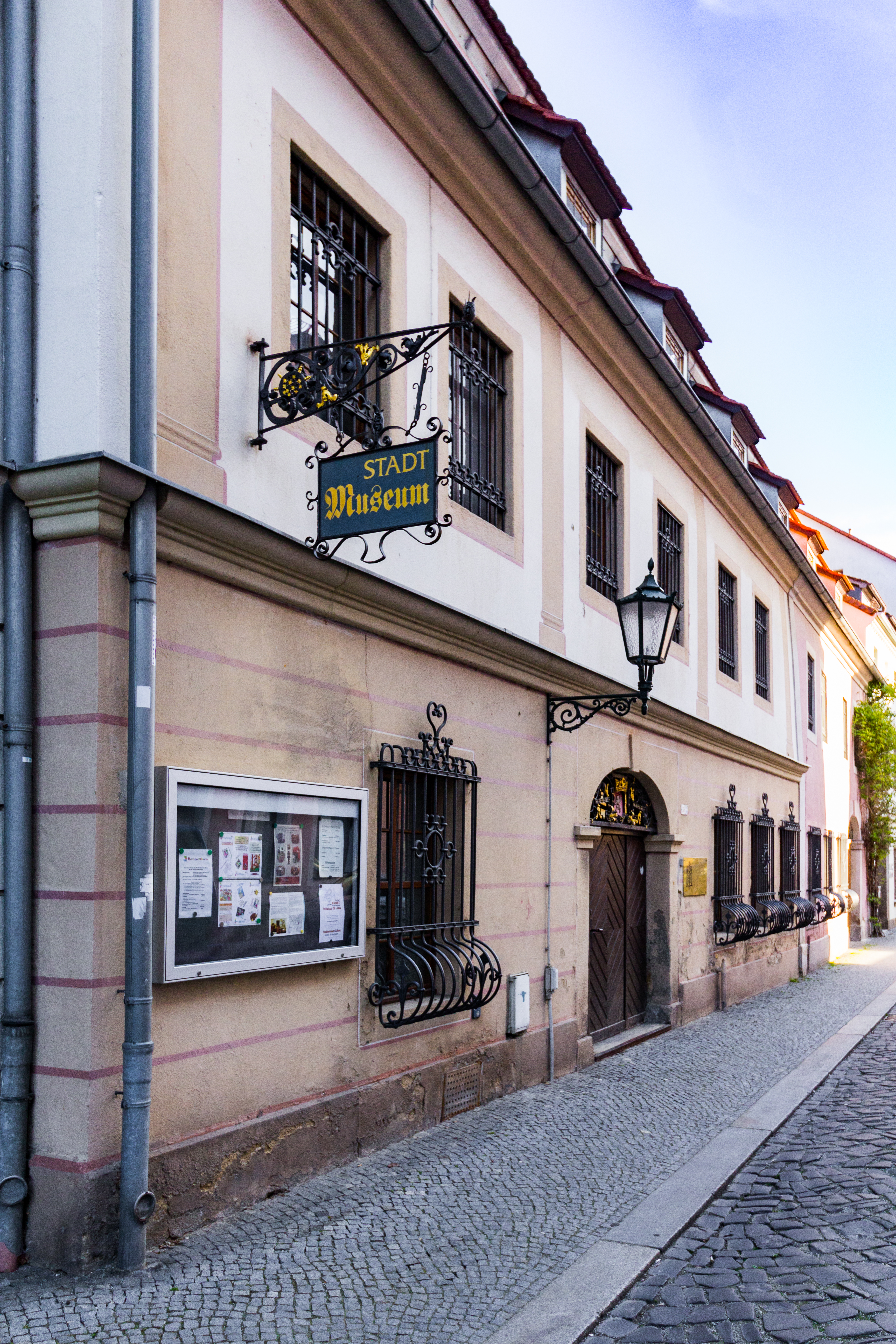
Stadtmuseum Löbau

Das 1894 gegründete Stadtmuseum Löbau in Löbau, Johannisstraße 3–5 beherbergt kulturhistorische und naturkundliche Objekte aus den Bereichen Vorgeschichte rund um den Löbauer Berg, sakrale Kunst, Stadtgeschichte, Sechsstädtebundgeschichte, Volkskunde, Handwerk, Handel und Industrie, (Oberlausitzer) Möbel sowie Werke der bildenden Kunst. Auch Militaria, Kunsthandwerk, Spielzeug und Musikinstrumente gehören zur Sammlung.

## Geschichte

### Vorgeschichte
Eine erste Idee zu einem Museum stammte bereits von Karl Benjamin Preusker (1786–1871), Sohn der Stadt Löbau, der bereits für ein Museum sammelte und die zusammengetragenen Objekte vorerst in die Löbauer Ratsbibliothek gab. Im Jahre 1859 schrieb er jedoch wehmütig: „Aus der Idee, ein Museum von Seltenheiten anzulegen, ist wohl nichts geworden?“
Auch Julius Dehne stellte 1896 darauf fest: „… nicht einmal die vorhandenen Gegenstände hat man zu erhalten sich Mühe geben …“. Die Idee scheiterte an den Räumlichkeiten.

### Gründung bis zum Zweiten Weltkrieg
Julius Sandt (Löbauer Brauereidirektor) schaffte es als erster 1893 den Löbauer Bürgerverein mit einer Museumsidee zu begeistern. Geplant und umgesetzt wurde sie zunächst als Ausstellung mit ca. 750 Schaustücken im zweiten Stock des Rathauses am Altmarkt. Der Eröffnungstermin war zu Himmelfahrt, am 3. Mai 1894.
Alfred Moschkau schrieb zur Ausstellung: „Die Ausstellung war und ist auch in der That eine in jeder Beziehung gut gelungene. Sie enthält eine Menge wichtige Stücke, um welche Löbau manche Großstadt beneiden würde …. Wenn die Stadt Löbau etwa 3 Zimmer zu einem Stadtmuseum hergäbe, ließ sich ein Werk schaffen, auf das Löbau stolz sein könnte.“ Neben der Stadtgeschichte waren Schaustücke zur europäischen Geschichte, zur Kunstgeschichte und zur Volkskunde zusammengetragen worden. Aber auch wissenschaftliche Instrumente, naturkundliche Objekte, Archivalien, Waffen sowie Münzen und Medaillen wurden gezeigt.
Durch den Erfolg der Ausstellung angespornt beschloss der Stadtgemeinderat am 27. Juli 1894 die Museumsgründung. Es kamen zahlreiche Objekte zusammen, die viele Bürger auf Dauer dem Museum zur Verfügung stellten. Diese wurden in vier Räumen des Rathauses präsentiert. Schon 1899 musste das Museum aber wieder weichen und bezog im Eichamt auf der Johannisstraße 5 die oberen Räume. Die Schenkungsbereitschaft war weiterhin groß, und auch einige Ankäufe wurden realisiert. Ein größeres Konvolut konnte aus dem privaten Museum von Emil Alwin Berndt erworben werden: Der Nachlass des Stadtrats und Konservenfabrikant wurde 1933 versteigert. Bis 1942 zählte das Museum bereits über 6.000 Objekte. Ungünstig war jedoch, dass die Räume viel zu kalt und dunkel waren und auch bald für die Sammlungen nicht mehr ausreichten. Daher wurden seit 1903 neue Räumlichkeiten gesucht. Erweiterungs- und Neubauprojekte scheiterten an den gesellschaftlichen Rahmenbedingungen.
Julius Sandt war bis zum Jahr 1928 erster ehrenamtlicher Direktor des Museums. Ihm folgte der Seminaroberlehrer Otto Staudinger, der sein Amt zunächst bis Ostern 1943 ausübte.
Unter Hermann Popig als Luftschutzwart wurde 1944 die Sammlung sowie das Archiv und die Ratsbibliothek an verschiedenen Orten ausgelagert. Dazu gehörten der Schlosskeller Niederruppersdorf, die Krypta der Johanniskirche, die Kottmarhäuser, das Ratsherrenstübchen und andere Orte.

### Nachkriegszeit bis 1989
Am 7. Oktober 1945 wurde das Haus durch Otto Staudinger wieder eröffnet. Er beklagte jedoch den Verlust einer großen Zahl wertvoller Exponate sowie Schäden durch ungünstige klimatische Bedingungen. Zum 1. April 1951 wurde die Leitung dem Studienrat Max Raschke übertragen. Unter ihm begann die Neuinventarisierung der Objekte nach Heinz A. Knorr. Er begann mit der Umgestaltung des Museums im Sinne des Sozialismus. Sonderausstellungen wurden verstärkt angeboten. Bereits 1957 übernahm dessen Mitarbeiter Richard Berndt die Leitung des Museums, die erstmals als hauptberufliche Stelle deklariert war. Er war 1958 verantwortlich für die Angliederung der Sammlungen des aufgelösten Bernstädter Museums, von denen ein Teil bei der Wiedereröffnung 1984 zurückgegeben wurde. Ihm folgte 1970 Monika Domes als Museumsleiterin. Sie eröffnete 1971 die Arbeitergedenkstätte „Hopfenblüte“, in der die Ortsgruppe der KPD Löbau im September 1921 gegründet wurde. Die in der ehemaligen Gaststätte behandelten Themen wurden von der SED-Kreisleitung bestimmt. Die 1970er Jahre waren geprägt von Renovierungsarbeiten und räumlichen Erweiterungen. 1974 wurde eine Volkskundeausstellung im rekonstruierten Haus eröffnet, die „Kleine Galerie“ des Kulturbundes zeigte von 1978 bis 1990 Oberlausitzer Künstler. Auf Museumsleiter und Bibliothekar Jürgen Behncke (1977–1983) folgte Museumsleiterin und Museologin Regine Wiemer. Anlässlich des 90-jährigen Bestehens 1984 wurde eine neue Dauerausstellung zur Stadtgeschichte Löbaus gestaltet. 1985 erhielt das Haus den Status eines Kreisleitmuseums.

### Nachwendezeit bis heute
In den 1990er Jahren wurden dringend notwendige Renovierungs- und Modernisierungsmaßnahmen durchgeführt. Anfang der 2000er Jahre wurde im Treppenhaus eine Wandschablonenmalerei aus der Renaissancezeit freigelegt und restauriert.
Es entstanden neue Dauerausstellungen zu Handwerks und Handel, eine Ausstellung zum Sechsstädtebund sowie eine Spielzeugschau. In einem Außenmagazin wurde ein Tante-Emma-Laden inszeniert. Weitere ständige Ausstellungsbereiche umfassten historische Transportmittel, volkskundliche Modelle, sakrale Plastik, Oberlausitzer Möbel unter dem Titel „Oberlausitzer Bettgeschichte(n)“, sowie Objekte zum Gusseisernen Turm. Zusätzlich wurden bis zu sechs Sonderausstellungen pro Jahr angeboten. Von 1997 bis 2018 trug das Haus den Namen „Oberlausitzer Sechsstädtebund- und Handwerksmuseum“.
Seit 2018 wird das Museum gemeinsam mit dem Archiv durch Corinna Wandt geführt. Es besteht heute aus drei Gebäuden und zwei Außenmagazinen mit insgesamt rund 1000 m². Mit weit über 50.000 Sammlungsobjekten herrscht akuter Platzmangel. Die Gebäude sind weiterhin renovierungsbedürftig und entsprechen in vielerlei Hinsicht nicht den aktuellen Erfordernissen. Geplant ist der Umzug von Museum und Archiv in die ehemalige Anker-Teigwarenfabrik Löbau.

## Ausstellungen

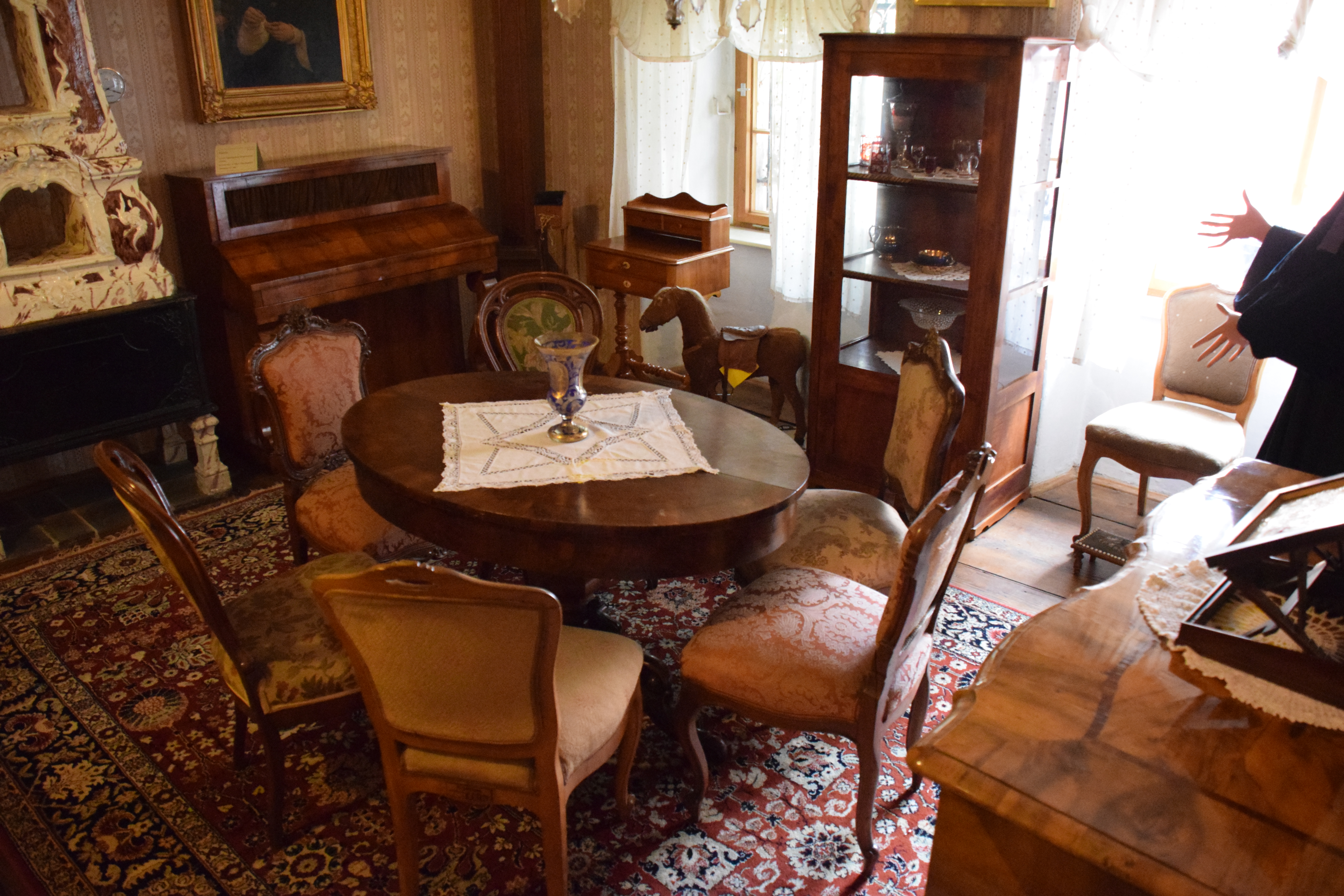
Möbel des bürgerlichen Milieus

Das Museum zeigt neben Dauerausstellungen auch wechselnde Sonderausstellungen aus seinen eigenen Beständen und mithilfe von Leihgaben.

### Dauerausstellungen
Im Treppenhaus sind Löbauer Schützenscheiben sowie ein steinernes Epitaph und die Fahne der Fleischerinnung zu sehen.
Im Ersten Obergeschoss wird seit September 2021 die Stadtgeschichte Löbaus (1. Teil) präsentiert. Sie beleuchtet das Verhältnis zwischen Stadt und Umland und nähert sich den Inhalten nicht chronologisch, sondern thematisch. Auch der Sechsstädtebundpokal ist wieder ausgestellt.
Im zweiten Obergeschoss werden einzelne Handwerksberufe anhand von mehreren Interieurs präsentiert. Außerdem ist eine Bauernstube mit typischen Oberlausitzer Möbelstücken zu sehen.

### Sonderausstellungen
Im Erdgeschoss werden in drei Ausstellungsräumen zwei Sonderausstellungen pro Jahr gezeigt.

## Sammlung
Gesammelt wurden und werden bedeutsame kulturhistorische Objekte der Region.
Abgeschlossene Sondersammlungen sind: Mineralogie und Geologie, Flora und Fauna, Ur- und Frühgeschichte, Numismatik, Autographen, Postkarten aus aller Welt, Plakate, Filmgeschichte, historische Bibliothek und Waffen.
Noch offene Sondersammlungen sind: Postkarten Löbau und Umfeld, Kartographie, Spielzeug, Beleuchtung, Druck- und Schriftgut – nur nach Auswahlprinzip Schwerpunkt Löbau, Industrie- und Handelsgeschichte Löbau – nur nach Auswahlprinzip.
Dokumentationssammlungen führt das Museum für folgende Themenbereiche: Stadt Löbau, Oberlausitz, Persönlichkeiten Löbau und Umfeld, Volkskunde, historische Foto- und Negativsammlung.
Die Sammlungsobjekte werden im Rahmen einer musealen Inventarisierung und wissenschaftlichen Katalogisierung erfasst und für Ausstellungszwecke vorbereitet bzw. für die Nachwelt sachgemäß konserviert und bewahrt.
Im Jahr 2020 waren über 50.000 Objekte inventarisiert.